# Sonderanhänger 116
Der Sonderanhänger 116 (kurz: Sd. Ah. 116) oder auch Tiefladeanhänger für Panzerkampfwagen (22 t) diente bei der Wehrmacht zum Transport von Panzerkampfwagen mit einem maximalen Gewicht von 22 t.

## Entwicklung

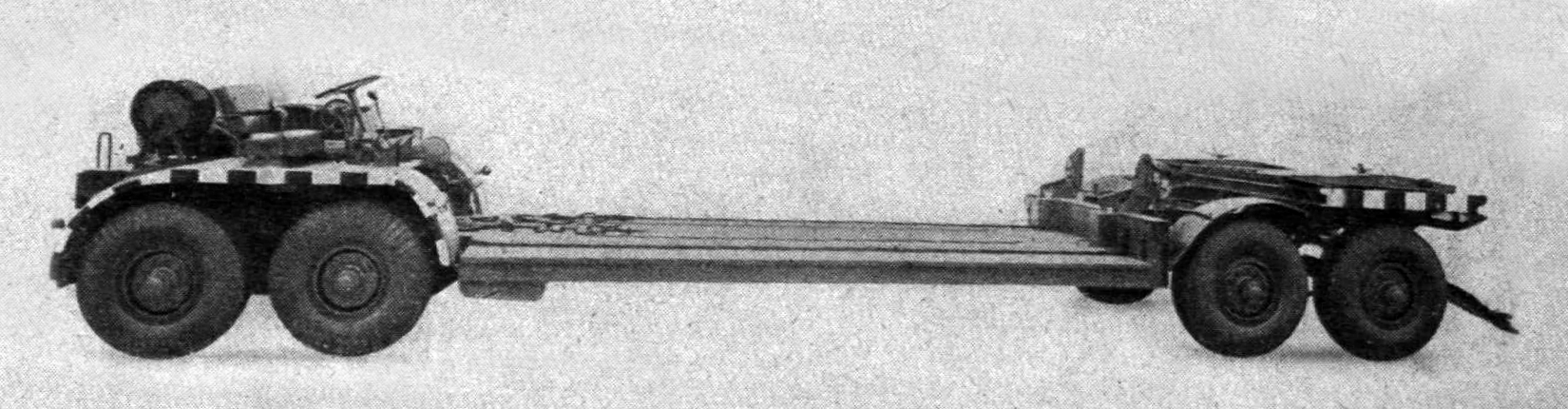
Sonderanhänger 116 (Typ Ba 38) ohne überdachtes hinteres Fahrgestell

Um einen Transport von gepanzerten Fahrzeugen oder anderen Lasten mit einem Gewicht von bis zu 22 t sicherstellen zu können, wurde der Sonderanhänger 116 entwickelt. Mit diesem konnten längere Strecken zum Transport bewältigt oder beschädigte Fahrzeuge von der Front an die hinteren Werkstätten transportiert werden.

## Produktion
Die ersten Anhänger wurden im November 1940 ausgeliefert und im Dezember 1940 offiziell eingeführt. Mitte Mai 1941 gab es einen Bestand von 179 Anhängern, 36 davon hatten noch keine Bereifung. Die Produktion sollte bis Ende 1941 monatlich von 50 auf 100 Anhänger gesteigert werden.

## Technische Beschreibung
Der Sonderanhänger 116 bestand aus einem zweiachsigen vorderen Fahrgestell mit Achsschenkellenkung durch die Zuggabel und einem zweiachsigen hinteren Fahrgestell mit druckluftunterstützter Ross-Lenkung. Bei früheren Varianten (Typ Ba 38) hatte der Mitfahrer auf dem hinteren Fahrgestell noch keinen überdachten Fahrerstand. Ab dem Typ Ba 41 wurde dieses überdacht. Zusammen mit dem vorderen Fahrgestell und der Ladebrücke konnte eine Verladerampe zusammengestellt werden. Zum Be- oder Entladen wurde das hintere Fahrgestell aus- oder eingefahren. Um beschädigte und nicht mehr fahrfähige Fahrzeuge verladen zu können, gab es ein Spillseil an der Zugmaschine, mit dem die Fahrzeuge auf den Anhänger gezogen werden konnten.
Das vordere Fahrgestell war aus Längs- und Querträgern zusammengeschweißt. In der Mitte des Rahmens waren zwei Lager zur Aufnahme der Ladebrücke angebracht. Diese wurde durch zwei lösbare Tragbolzen befestigt. In der Mitte gab es ebenfalls einen Durchbruch mit einer Seilführungsrolle, in der das Spillseil vom Zugkraftwagen durchgeführt wurde. Zwei Vorlegeklötze waren in speziellen Halterungen untergebracht. Die Federung des Vorderwagens übernahmen vier Tragfedern, welche als Gleitfedern ausgebildet waren. Die vordere Achse war gerade, während die hintere Achse gekröpft war. Dadurch wurde beim Durchfahren von Senkungen oder Erhöhungen verhindert, dass die Hauptlängsträger mit der Achse in Berührung kamen. Um die Schwingungen zwischen Ladebrücke und Fahrgestellrahmen abzufangen und zu dämpfen, wurden zwei Stoßdämpfer eingebaut. Die Lenkung wurde durch die Bewegung mit der abnehmbaren Zuggabel auf die Achsschenkel übertragen. Hierbei war durch die Anordnung der Räder lediglich ein Einschlagwinkel von 22° möglich. Um ein weiteres Einschlagen zu verhindern, wurden Ketten eingebaut. Eine spezielle Signalvorrichtung am Zugkraftwagen zeigte dem Kraftfahrer an, wenn dieser Einschlagwinkel erreicht wurde. Um den Anhänger rückwärts drücken zu können, war die Zuggabel abnehmbar. Weiterhin konnte sie zusätzlich noch am hinteren Fahrgestell angebracht werden. War dies der Fall, mussten die Bolzen für die Lenkung am vorderen Fahrgestell verriegelt werden, um die Lenkung an diesem auszustellen.
Zwischen dem vorderen und hinteren Fahrgestell wurde die Ladebrücke eingehängt. Diese bestand aus zwei Hauptlängsträgern mit Aufnahmelagern an den Enden. An diesen wurden jeweils das vordere und hintere Fahrgestell befestigt. Am hinteren Teil der Längsträger befand sich jeweils ein Zughaken, um nach dem Ausfahren des hinteren Fahrgestells die Ladebrücke an das zu verladende Gerät heranzuziehen. Verbreitert wurde die Ladebrücke durch weitere Quer- und Längsträger. An den Seiten wurde der Bodenbelag verstärkt, da dort die meiste Last des verladenen Geräts vorhanden war. Diese Auffahrbahnen sind am vorderen Teil hochklappbar. Durch das Hochklappen konnte der Anhänger als Verladerampe genutzt werden. Weiterhin gab es zwei Auffahrbrücken, an denen das zu verladende Gerät auf den Anhänger auffahren konnte. Bei Nichtgebrauch wurden diese Auffahrbrücken beim Transport oder Nicht-Gebrauch am vorderen Fahrgestell untergebracht. Um das Gerät verzurren zu können, war vorne und hinten an jeder Seite eine Zurrvorrichtung eingebaut. Diese bestand aus Ketten, welche vorne in zwei gefederten Winkelhebel auf dem Querträger angebracht waren. Die hinteren Ketten waren durch Spindeln verstellbar.
Das hintere Fahrgestell ist im Aufbau grundsätzlich ähnlich dem vorderen Fahrgestell. Allerdings war hier die vordere Achse gekröpft, um Raum für die zwei Hauptlängsträger der Ladebrücke zu schaffen. Die hintere Achse war gerade. Die Lenkung war hier eine Achsschenkellenkung und unabhängig vom vorderen Fahrgestell. Im Gegensatz zum vorderen Fahrgestell war diese nicht selbsttätig, sondern musste durch einen Lenker von einem Lenkrad aus bedient werden. Die Lenkbewegungen wurden durch ein Lenkrad auf die Achsschenkel der Hinterachse übertragen. Die Vorderachse konnte durch einen Lenkhebel gesteuert werden. Um die Kraftaufwendung beim Lenken zu mindern, wurde eine Druckluftlenkung eingebaut. Zum Heben und Senken der Ladebrücke waren im hinteren Fahrgestell zwei Hubwinden eingebaut. Der Antrieb der Winden erfolgte von Hand durch aufstellbare Handkurbeln. Um die Ladebrücke mit Last zu heben und zu senken, gab es einen sogenannten Langsamgang. Der Schnellgang wurde genutzt, um die Ladebrücke ohne Last zu bedienen.
Die Bremse an allen Teilen war jeweils eine Druckluftbremse, welche auf alle acht Räder wirkte. Am hinteren Fahrgestell wurde eine Handspindelbremse als Feststellbremse verbaut. Die Druckluft wurde von der Zugmaschine geliefert. Der elektrische Strom wurde vom Zugkraftwagen durch eine dreipolige Steckdose entnommen. Am vorderen und hinteren Fahrgestell gab es an jeder Seite zwei Seitenleuchten. Am hinteren Fahrgestell gab es an jeder Seite eine Brems- und Schlussleuchte. Um eine Kommunikation zwischen dem Kraftfahrer und dem Lenker am hinteren Fahrgestell zu ermöglichen, wurde eine Signalanlage eingebaut. Dabei gab es allerdings keine Sprachkommunikation, sondern es wurde mit Lichtsignalen kommuniziert. Dazu gab es ein Schaltbrett, welches die gewünschte Richtung anzeigte. Beide Lenker hatten auch ein Signalhorn, um schnellstmöglich auf Gefahren oder Probleme hinweisen zu können oder um mit vorher besprochenen Signalen zu fahren. Dies bedarf einiger Übung. So gab es zum Beispiel das Hornsignal einmal kurz, einmal lang, was Fertig zum Anfahren! oder Es wird angefahren! bedeutete. Zweimal kurz hieß beispielsweise Halt!, dreimal kurz war die Gefahrenbremsung oder Vollbremsung.
Auf Eisenbahnwaggons konnte der Anhänger verladen werden, allerdings durfte sich dann kein Gerät auf dem Anhänger befinden. Dabei durfte das Verladen nur auf bestimmten Güterwagen erfolgen. Dazu zählten die S- und Sm-Wagen, SS- und SSk-Wagen, SSl- und SSl a-Wagen.

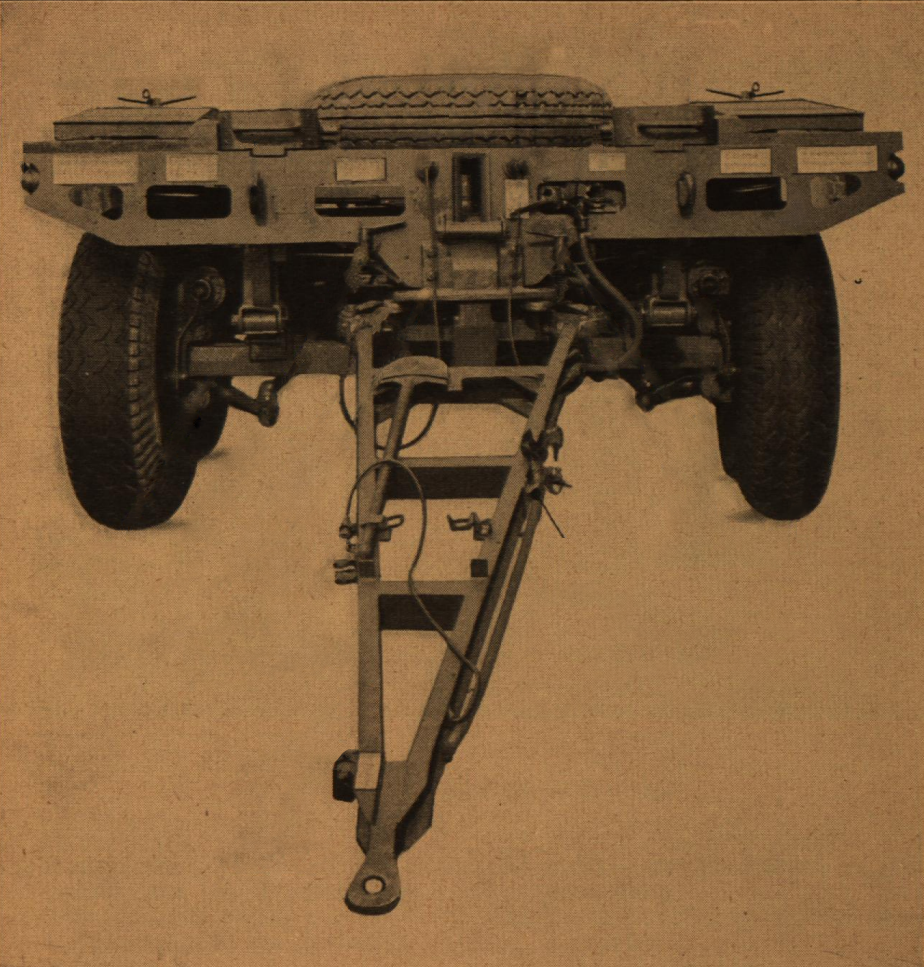
Vorderes Fahrgestell
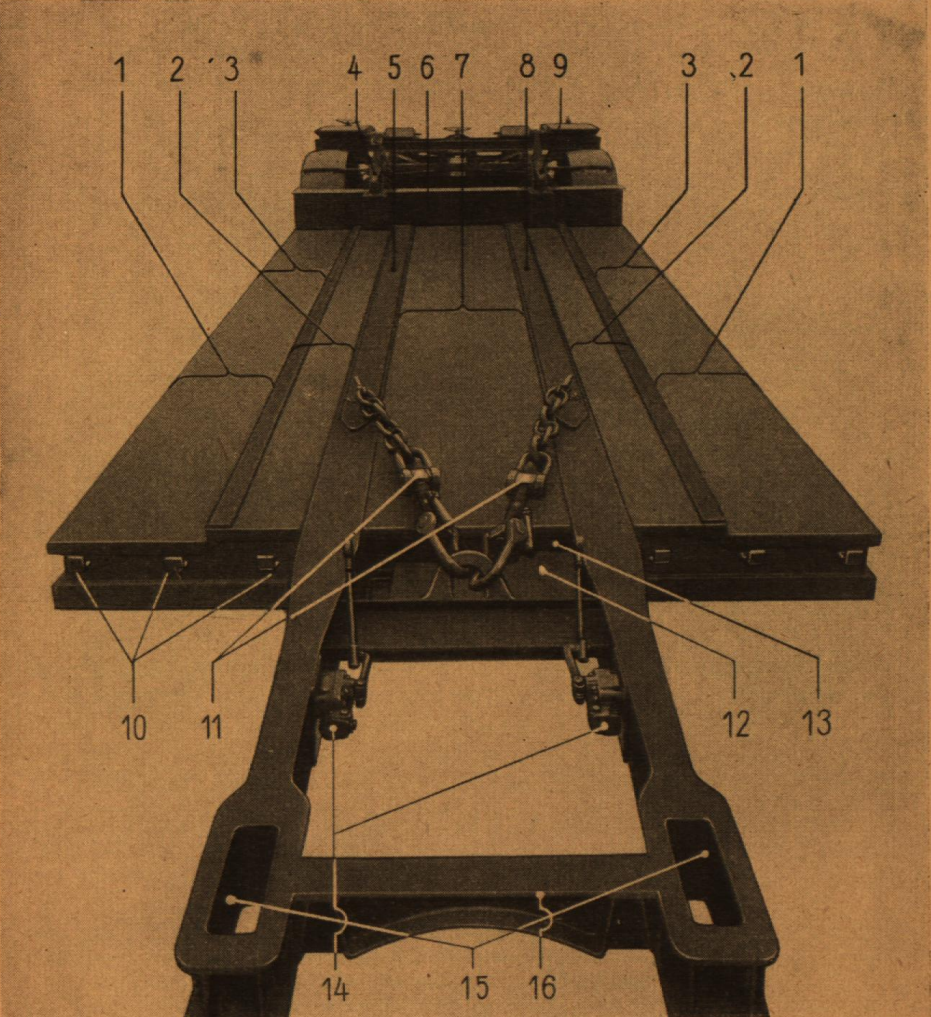
Ladebrücke
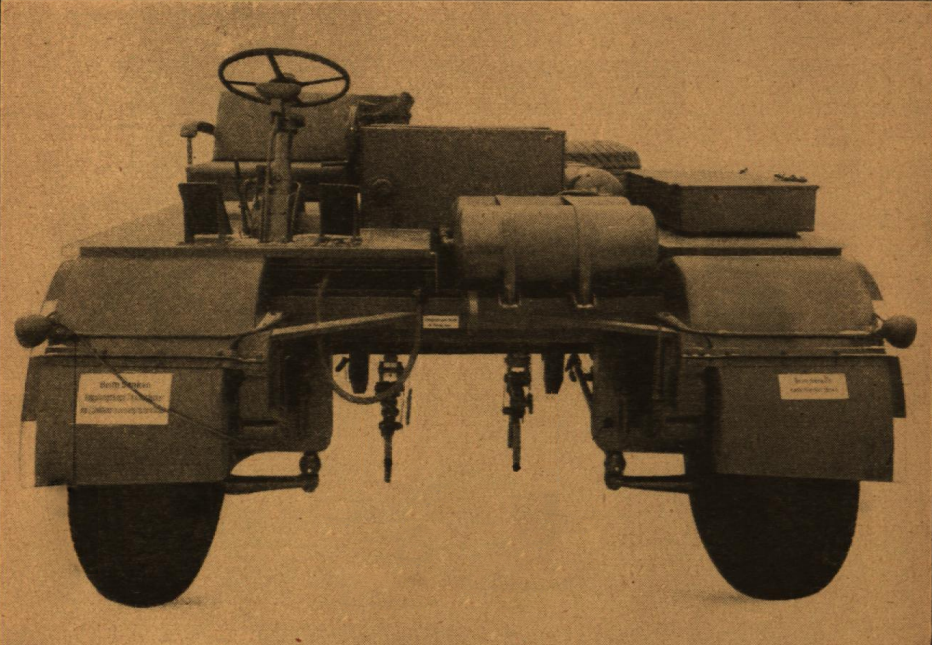
Hinteres Fahrgestell

## Einsatz

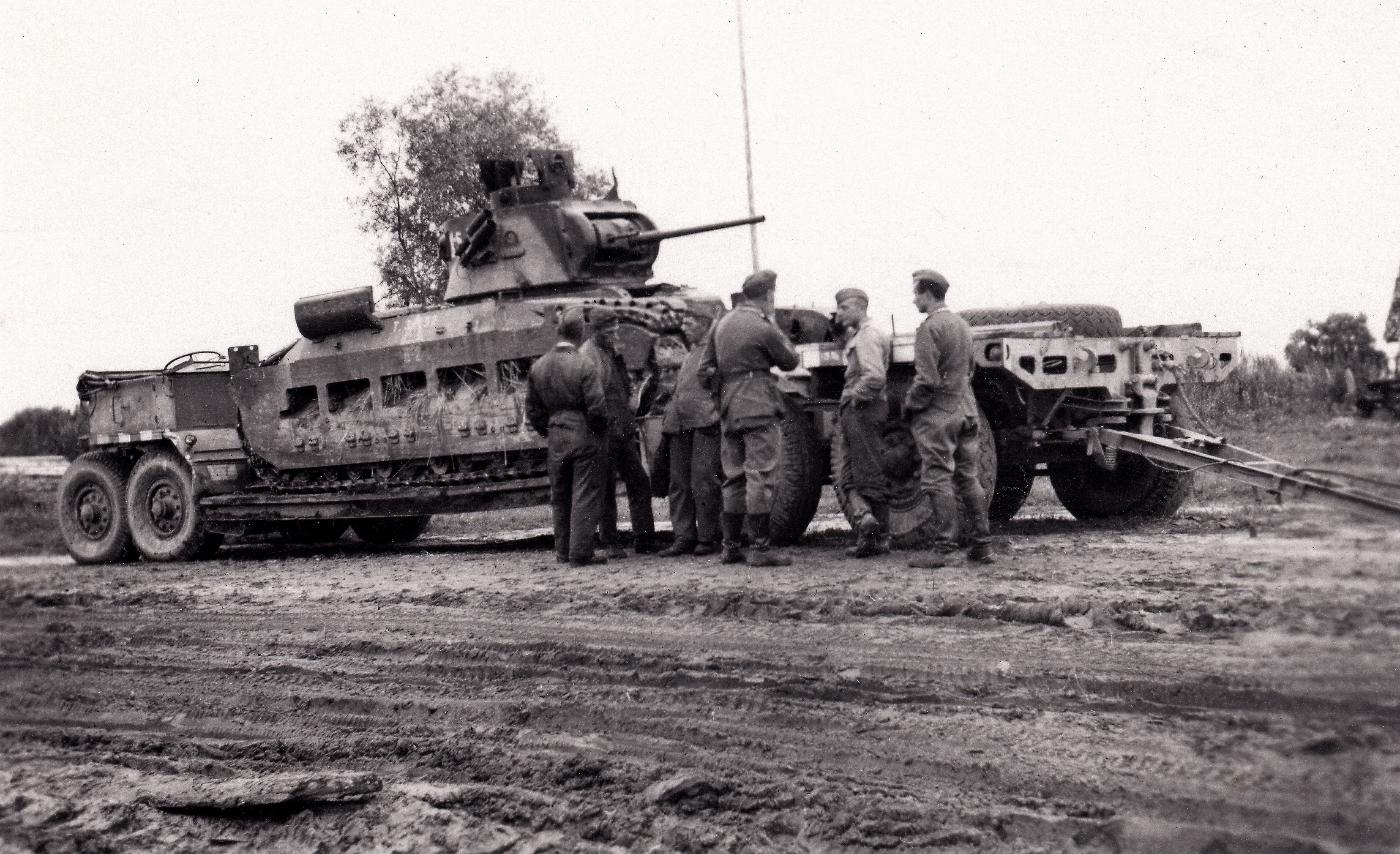
Wehrmachtsoldaten vor, auf Sonderanhänger 116, verladenem britischen Infantry Tank Mk II Matilda II (A12). Der „Sd.Ah. 116“ wurde üblicherweise von einem Sd.Kfz. 9 gezogen

Offiziell eingeführt wurde der Anhänger im Dezember 1940. Er ersetzte dabei den Versuchsanhänger 642. Als Zugmaschinen des Sonderanhängers 116 kam hauptsächlich der schwere Zugkraftwagen 18 t (Sonderkraftfahrzeug 9), in seltenen Fällen auch schwere Kettenschlepper zum Einsatz. Ausgerüstet wurden damit die Instandsetzungsgruppen in Sturmgeschützbatterien, die Abschlepp- und Bergestaffeln in Panzerwerkstattkompanien und Panzerbergekompanien sowie die Versorgungskompanien der Panzeraufklärungsabteilungen. Der Stückpreis des Anhängers betrug 28.000 Reichsmark.

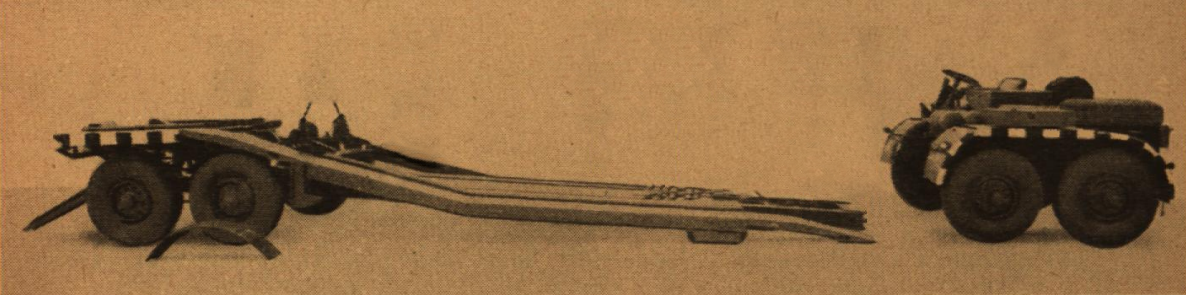
Sd. Ah. 116 genutzt als Verladerampe
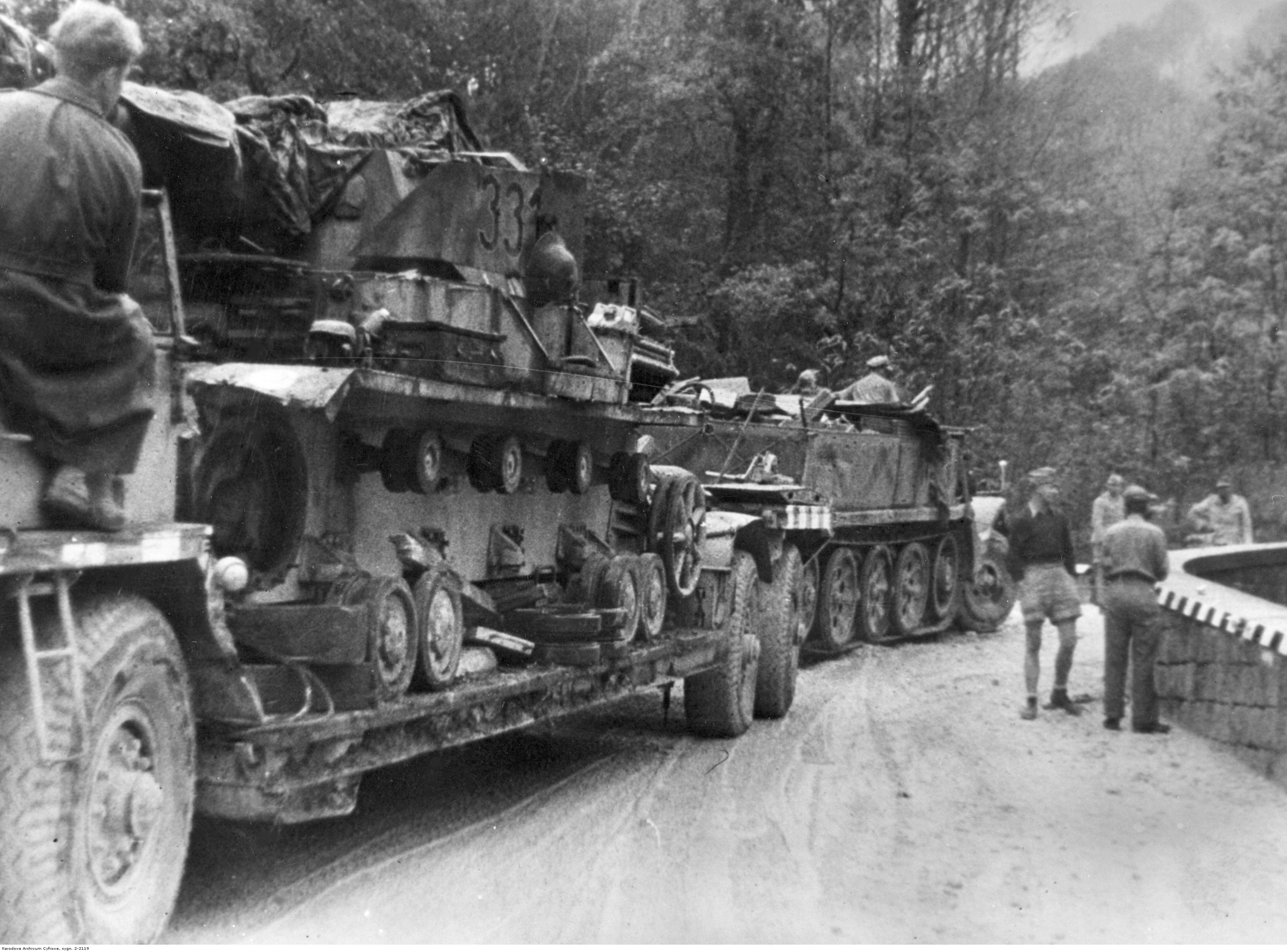
Sd. Ah. 116 mit beschädigtem Pz. Kpfw. IV
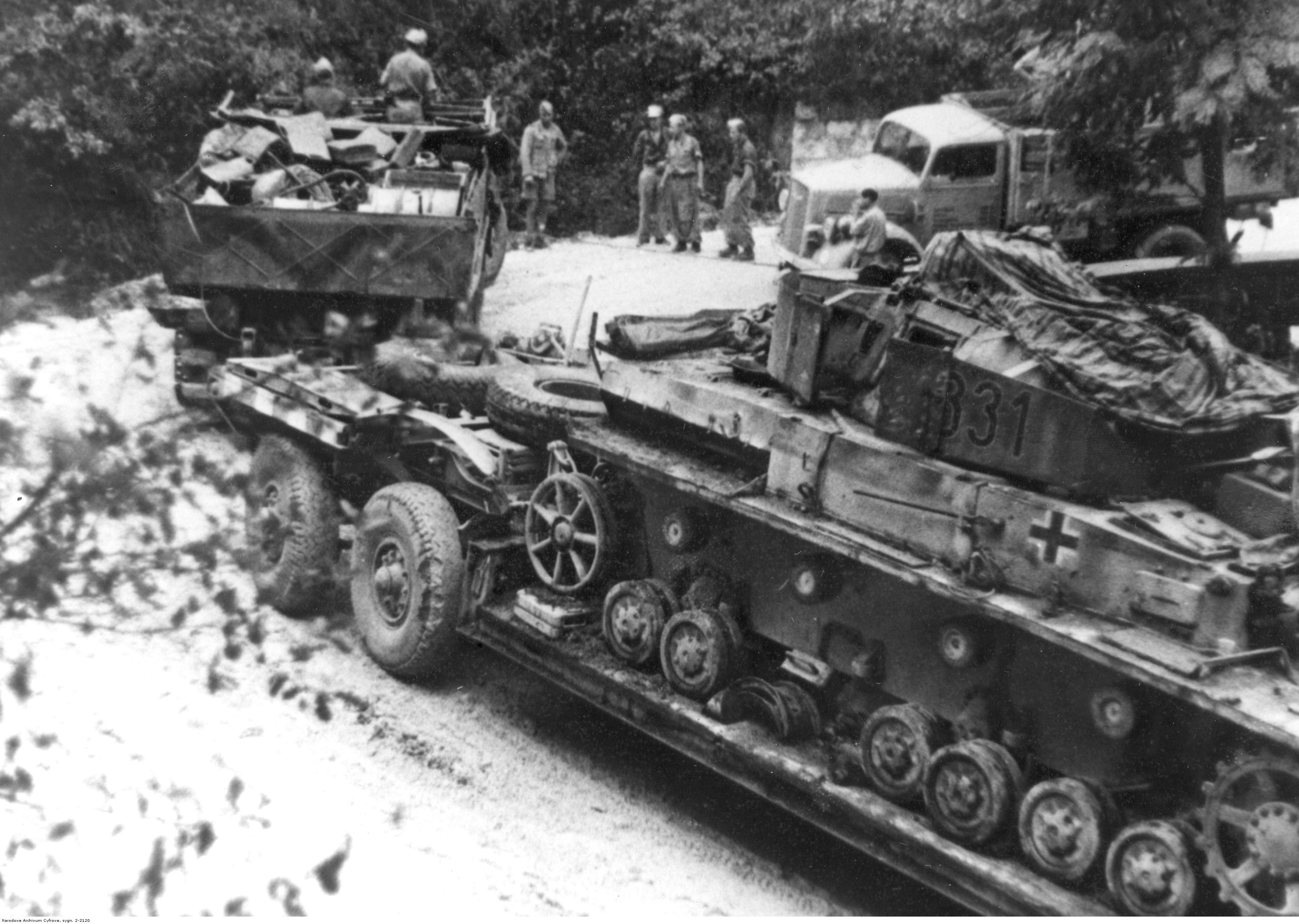
Sd. Ah. 116 mit beschädigtem Pz. Kpfw. IV, Blick von oben